# Temporada 1999 del Campeonato Mundial de Supersport
La Temporada 2000 del Campeonato Mundial de Supersport fue la segunda temporada del Campeonato Mundial de Supersport, pero la tercera teniendo en cuenta las dos celebradas bajo el nombre de Serie Mundial de Supersport. La temporada comenzó el 28 de marzo en Circuito de Kyalami y terminó el 19 de septiembre en Hockenheim después de 11 carreras.
El campeonato de pilotos fue ganado por Stéphane Chambon con un total de 5 victorias. El campeonato de constructores fue ganado por Yamaha.

## Calendario y resultados
| Ronda | Fecha            | Ronda                       | Circuito         | Piloto Ganador       | Vuelta rápida        | Pole Position        |
| ----- | ---------------- | --------------------------- | ---------------- | -------------------- | -------------------- | -------------------- |
| 1     | 23 de abril      | Bandera de Sudáfrica        | Kyalami          | Rubén Xaus           | Iain MacPherson      | Iain MacPherson      |
| 2     | 2 de mayo        | Bandera del Reino Unido     | Donington        | Paolo Casoli         | James Whitham        | Iain MacPherson      |
| 3     | 16 de mayo       | Bandera de España           | Albacete         | Iain MacPherson      | Jörg Teuchert        | Jörg Teuchert        |
| 4     | 30 de mayo       | Bandera de Italia           | Monza            | Piergiorgio Bontempi | Wilco Zeelenberg     | Stéphane Chambon     |
| 5     | 13 de junio      | Bandera de Alemania         | Nürburgring      | Jörg Teuchert        | Piergiorgio Bontempi | Piergiorgio Bontempi |
| 6     | 27 de junio      | Bandera de San Marino       | Misano Adriatico | Massimo Meregalli    | Rubén Xaus           | Piergiorgio Bontempi |
| 7     | 11 de julio      | Bandera de Estados Unidos   | Laguna Seca      | Stéphane Chambon     | Stéphane Chambon     | Stéphane Chambon     |
| 8     | 1 de agosto      |                             | Brands Hatch     | Stéphane Chambon     | Stéphane Chambon     | Stéphane Chambon     |
| 9     | 29 de agosto     | Bandera de Austria          | Zeltweg          | Rubén Xaus           | Jörg Teuchert        | Stéphane Chambon     |
| 10    | 5 de septiembre  | Bandera de los Países Bajos | Assen            | Iain MacPherson      | Iain MacPherson      | Stéphane Chambon     |
| 11    | 12 de septiembre | Bandera de Alemania         | Hockenheim       | Stéphane Chambon     | Iain MacPherson      | Stéphane Chambon     |

## Estadísticas

### Campeonato de pilotos
| Pos | Piloto                | Constructor | Equipo               | Pts |
| --- | --------------------- | ----------- | -------------------- | --- |
| 1   | Stéphane Chambon      | Suzuki      | Suzuki Alstare F.S.  | 153 |
| 2   | Iain MacPherson       | Kawasaki    | Kawasaki Racing Team | 130 |
| 3   | Piergiorgio Bontempi  | Yamaha      | Yamaha Belgarda      | 116 |
| 4   | Jörg Teuchert         | Yamaha      | Yamaha Deutschland   | 108 |
| 5   | Rubén Xaus            | Yamaha      | Dee Cee Jeans Yamaha | 101 |
| 6   | Christian Kellner     | Yamaha      | Yamaha Deutschland   | 94  |
| 7   | Fabrizio Pirovano     | Suzuki      | Suzuki Alstare F.S.  | 84  |
| 8   | Cristiano Migliorati  | Ducati      | Endoug Metalsistem   | 81  |
| 9   | Wilco Zeelenberg      | Yamaha      | Dee Cee Jeans Yamaha | 79  |
| 10  | William Costes        | Honda       | Elf Honda France     | 73  |
| 11  | James Toseland        | Honda       | Castrol Honda        | 59  |
| 12  | Massimo Meregalli     | Yamaha      | Yamaha Belgarda      | 53  |
| 13  | Pere Riba             | Ducati      | Castrol Honda        | 50  |
| 14  | Paolo Casoli          | Ducati      | Ducati Performance   | 45  |
| 15  | Christophe Cogan      | Ducati      | BKM Racing           | 27  |
| 16  | Jamie Whitham         | Yamaha      | Yamaha Belgarda      | 25  |
| 17  | Yves Briguet          | Suzuki      | Endoug Metalsistem   | 22  |
| 18  | Vittorio Iannuzzo     | Yamaha      | Lorenzini by Leoni   | 21  |
| 19  | Sébastien Charpentier | Honda       | Elf Honda France     | 20  |
| 20  | Karl Harris           | Suzuki      | Endoug Metalsistem   | 18  |
| 21  | Walter Tortoroglio    | Suzuki      | Gi Motor Sport       | 15  |
| 22  | Werner Daemen         | Yamaha      | Yamaha Belgium       | 14  |
| 23  | Karl Muggeridge       | Honda       | Ten Kate             | 13  |
| 24  | Roberto Panichi       | Bimota      | Bimota Exp. D.N.R.   | 13  |
| 25  | Russell Wood          | Yamaha      | Nashua Yamaha        | 11  |
| 26  | Camillo Mariottini    | Kawasaki    | Desenzano Corse      | 10  |
| 27  | David de Gea          | Honda       | Ten Kate Arbizu      | 10  |
| 28  | Giuseppe Fiorillo     | Suzuki      | Monza Corse          | 9   |
| 29  | Andrea Giachino       | Suzuki      | Monza Corse          | 8   |
| 30  | John Crawford         | Suzuki      | Clarion Suzuki       | 7   |
|     | Stefan Scheschowitsch | Suzuki      | Frankovics Suzuki    | 7   |
|     | Mauro Sanchini        | Suzuki      | Sacchi Corse         | 7   |
| 33  | Larry Pegram          | Ducati      | Ducati Performance   | 7   |
| 34  | Glen Richards         | Yamaha      | First Nat. Yamaha    | 6   |
| 35  | Francesco Monaco      | Ducati      | X Racing             | 5   |
|     | Michael Wohner        | Yamaha      | Yamaha Austria       | 5   |
| 37  | Michele Malatesta     | Ducati      | Yes Romanelli NCR    | 5   |
| 38  | Roberto Teneggi       | Ducati      | DF Racing Carli D.   | 5   |
| 39  | Graeme van Breda      | Honda       | Autopage Cellular    | 4   |
|     | Ian Simpson           | Honda       | Performance Bikes    | 4   |
|     | Markus Barth          | Suzuki      | Alpha Technik Suzuki | 4   |
| 42  | Javier Rodríguez      | Yamaha      | Team Folch           | 3   |
|     | Brian Parriott        | Honda       | Napa Valley Racing   | 3   |
| 44  | Norino Brignola       | Bimota      | Bimota Exp. D.N.R.   | 2   |
|     | Igor Antonelli        | Yamaha      | BNT Racing           | 2   |
| 46  | Marco Borciani        | Honda       | Rumi                 | 1   |
|     | David Checa           | Ducati      | Yes Ducati NCR       | 1   |

### Campeonato de constructores
| Pos | Constructor | Pts |
| --- | ----------- | --- |
| 1   | Yamaha      | 235 |
| 2   | Suzuki      | 191 |
| 3   | Kawasaki    | 137 |
| 4   | Honda       | 112 |
| 5   | Ducati      | 60  |
| 6   | Bimota      | 15  |